# Černé historky
Černé historky je společenská detektivní hra, jejímž autorem je Holger Bösch. 

## Pravidla
V každém kole je zvolen jeden vypravěč, který vybere kartu s příběhem. Z jedné strany karty přečte ostatním hráčům „místo činu“ a druhou stranu s řešením si nechá pro sebe. Pomocí otázek, na které vypravěč odpovídá ANO/NE, musí hadači případ vyřešit.

## Verze
- Černé historky
- Černé historky 2
- Černé historky 3
- Černé historky 4
- Černé historky 5
- Skutečné černé historky
- Černé historky: Filmové příběhy
- Černé historky: Groteskní příběhy
- Černé historky: Mystické příběhy
- Černé historky: Příběhy ze středověku
- Černé historky: Zločiny a sex